# Тинкер, Джеральд
Джеральд Александер Тинкер (англ. Gerald Alexander Tinker; род. 19 января 1951, Майами, Флорида) — американский легкоатлет, который специализировался в беге на короткие дистанции.

## Биография
Олимпийский чемпион и экс-рекордсмен мира в эстафете 4×100 метров (38,19 — 09.10.1972).
По завершении легкоатлетической карьеры играл в американский футбол в Национальной футбольной лиге.